# Фрідьєва Надія Яківна
Фрідьєва Надія Яківна (28 листопада (12 грудня) 1894, Челябінськ, Оренбурзька губернія, Російська імперія — 17 грудня 1982, Харків) ― радянська українська бібліотекознавиця, педагогиня, фундаторка вищої бібліотечної освіти в Україні, кандидат педагогічних наук (1956), доцент (1959), заслужений працівник культури УРСР (1966).

## Біографія
Надія Яківна Фрідьєва народилася у місті Челябінськ Оренбурзької губернії в сім'ї земського службовця. У 1910 році закінчила Уфимську жіночу гімназію із золотою медаллю. Залишившись сиротою, розпочала трудову діяльність у неповні 16 років — працювала народним учителем у сільській школі Златоустівського повітового земства. У 1913 році вступила до Петербурзького сільськогосподарського інституту. Однак через матеріальну скруту, перейшовши на 4-й курс, була змушена перервати навчання. У ті часи зустріла Дмитра Балику, який навчався в Імператорському Санкт-Петербурзькому політехнічному інституті. Вони побралися і в 1916 році переїхали на Урал, де Надія працювала завідувачкою бібліотеки в селі Шаранське Белебеївського повіту Уфимської губернії, виконувала обов'язки співробітника Уфимського губернського земства, губернського інструктора з бібліотечної роботи відділу народної освіти Уфи у 1918—1919 роках.

### Томський період
З 1919 по 1921 роки Н. Я. Фрідьєва жила в Томську. Працювала завідувачкою бібліотеки культвідділу «Томський кооператор», обіймала посаду губернського інструктора з бібліотечної роботи Губполітосвіти. Читала лекції на бібліотечних курсах Уфи, Томська, брала участь у підготовці першого посібника для бібліотек, опублікованого у 1920 році в Красноярську. Була співорганізаторкою Музею бібліотекознавства в Томську.

### Київський період
У 1921 році Надія Яківна Фрідьєва переїхала до Києва. Обіймала посади інспектора з бібліотечної справи, методиста Губполітосвіти, керівника Київського бібліотечного об'єднання, завідувача Кабінету бібліотекаря, які створила при Центральній робітничій бібліотеці ім. ВКП(б) (нинішньої Національної парламентської бібліотеки України), входила до складу Президії Кабінету вивчення книги й читача в Українському науково-дослідному інституті книгознавства (УНІК). Спільно з УНІК займалася проблемою вивчення книги й читача, результати досліджень були опубліковані в «Трудах УНІКу» та «Бібліологічних вістях». Науковиця брала участь у багатьох бібліотечних форумах: І Всеросійський бібліотечний з'їзд (Москва,1924), І всеукраїнський з'їзд бібліотечних працівників (Харків, 1926) та інші. У 1925 році у складі групи бібліотекарів Київського бібліотечного об'єднання була делегатом Першої конференції наукових бібліотек УРСР.

### Харківський період
З 1928 року життєвий і творчий шлях Н. Я. Фрідьєвої пов'язаний з Харковом. Сімейне життя не склалося: Дмитро Балика поїхав у Горький, Надія ― у Харків. Наркомос УРСР у 1928 році доручив Н. Я. Фрідьєвій заснувати в Україні освітню інституцію з підготовки бібліотечних кадрів вищого рівня. Вона очолила бібліотечне відділення факультету політосвіти Харківського інституту народної освіти (ХІНО), організувала першу в Україні кафедру бібліотекознавства, якою керувала з 1928 по 1935 роки. У 1929 році Надія Яківна очолила й перший в Україні бібліотечний факультет, організований у структурі Харківського інституту політосвіти (ХІПО). За її ініціативи в 1931 році при кафедрі бібліотекознавства Всеукраїнського інституту комуністичної освіти (ВУІКО) відкрито першу в Україні аспірантуру з методики роботи з читачем, літератури для дітей та бібліографії.  
Водночас здійснювала активну наукову роботу, педагогічну діяльність, постійно вдосконалюючи методику викладання загальнопрофесійної навчальної дисципліни «Методи роботи з читачем». Серед значущих праць Н. Я. Фрідьєвої 1928—1935 років науковці виділяють посібник «Изучение читателя (опыт методики)» (1927, 1928), написаний у співавторстві з бібліотекознавцем Д. А. Баликою. Але зміст цієї книги, незважаючи на популярність у бібліотечному середовищі в ті часи, став приводом звинувачення її авторів у відриві від генеральної лінії комуністичної партії. На початку 1931 року колеги по кафедрі осудили діяльність свого керівника і зажадали від Н. Я. Фрідьєвої визнання своїх помилок. Вона визнала їх лише частково, кваліфікувавши як «меньшовицько-ідеалістичні». В інституті розпочалися «чистки», арешти. Ректор інституту І. П. Соловей порадив Надії Яківні перейти на практичну роботу. У 1935 році вона залишила викладацьку діяльність і працювала в Центральній науковій бібліотеці Харківського університету з 1935 по 1941 роки ученим секретарем та завідувачкою науково-бібліографічного відділу. Досліджувала діяльність Д. І. Багалія, М. Ф. Сумцова й інших учених університету. Займалася упорядкуванням фондів, удосконаленням системи каталогів, науковою та бібліографічною діяльністю. 
Водночас у 1934—1935 роках навчалася в Марксистсько-ленінському університеті для науковців при Всеукраїнському товаристві робітників науки і техніки для сприяння соціалістичному будівництву (ВУТОРНІТСО) у Харкові. У 1941 році вдруге закінчила Марксистсько-ленінський університет — Вечірній університет марксизму-ленінізму Харківського міськкому КП(б)У. 
Під час німецької окупації Харкова залишалася в місті, працювала різноробочою з ремонту бруківки, укладчицею в сірниковій майстерні.
У вересні 1943 року Надія Яківна повернулася в ЦНБ Харківського державного університету ім. О. М. Горького на посаду заступника директора з наукової роботи. Працювала також бібліографом з філософії, педагогіки і психології  до вересня 1947 року.
Після звільнення в 1943 році Харкова від фашистів бібліотечний факультет відновив роботу в складі Педагогічного інституту ім. Г. С. Сковороди, здійснюючи підготовку працівників бібліотек. З 1944 року вже функціонувала кафедра бібліотекознавства, яку згодом очолила Надія Яківна Фрідьєва. З 1 лютого 1944 року до 1 серпня 1946 року вона виконувала обов'язки декана бібліотечного факультету. З відновленням діяльності Харківського державного бібліотечного інституту у 1947 році Н. Я. Фрідьєва більше 10 років очолювала кафедру бібліотекознавства. Разом з нею працювали А. А. Ашукін, Р. Б. Гуревич, О. А. Майборода, І. Я. Каганов, С. Волкова та інші.
Н. Я. Фрідьєва першою серед українських бібліотекознавців одержала науковий ступінь: 13 жовтня 1954 року в Московському державному бібліотечному інституті захистила кандидатську дисертацію «Публичная общественная и бесплатные народные библиотеки города Харькова до 1917 года». У травні 1956 року ВАК СРСР ухвалив рішення про видачу їй диплома кандидата педагогічних наук. Вчена рада Харківського державного бібліотечного інституту (ХДБІ) в лютому 1959 року обрала її на посаду доцента. 9 вересня ВАК СРСР затвердила її у вченому званні доцента кафедри бібліотекознавства. Пізніше вона обіймала посаду в. о. професора кафедри, яку очолювала.
У 1957 році науковиця отримала відзнаку «За отличную работу» Міністерства культури СРСР. 13 грудня 1966 року Указом Президії Верховної Ради їй присвоєне почесне звання заслуженого працівника культури УРСР. У 1967 році Харківський державний інститут культури, бібліотечна громадськість відзначили 50-річний ювілей діяльності Н. Я. Фрідьєвої. Студенти режисерського відділення інституту створили фільм про ювілярку — «50 років у строю», який на фестивалі аматорських фільмів у Москві (1967) був відзначений золотою медаллю. У 1970 звільнилася у зв'язку з виходом на пенсію. У 1975 році Н. Я. Фрідьєва разом з З. В. Гімальдіновою підготувала розділ навчального посібника «Історія бібліотечної справи в Україні (1917—1932)».
Пішла з життя 17 грудня 1982 року в Харкові.

## Основні праці
- Статьи о внешкольном образовании и библиотечном деле / Д. Балика, Н. Фридьева. — Томск : [Б. и.], 1919. — [73]с.
- Руководство для библиотек / Д. А. Балика, Н. Я. Фридьева. — Красноярск : Изд-во Енисейского губерн. союза кооперативов, 1920.
- Бібліотека селянина / Н. Я. Фрідьєва // Сельбудинок : зб. матер. щодо роботи на селі / Агітпроп Київ. губкому КП(б)У та Губполітосвіти. — Київ : Вид-во Київ. губкому КП України, 1924. — Ч. 2. — С. 34–44.
- К вопросу о работе методической секции бибобъединения / Н. Фридьева // Красный библиотекарь. — 1926. — № 6. — С. 62–75.
- Изучение читателя : опыт методики / Н. Фридьева, Д. Балика ; под ред. М. А. Смушковой ; Главполитпросвет. — М. ; Л. : Долой неграмотность, 1927. — 118 с.
- Абетка сільського бібліотекаря / Н. Фрідьєва, Я. Кереказ. — Харків : Держвидав України, 1929. — 90 с.
- Запис попиту, як метод вивчання читача, і український читач за матеріалами попиту УНІК'у / Н. Фрідьєва // Праці Кабінету вивчання книги й читача / за ред. Д. Балики. — Харків ; Київ, 1930. — Зб. 1 : Бібліотека і читач на Україні. — С. 116—145. — (Труди / Укр. наук.-дослід. ін-т книгознавства, Секція соціології ; т. 2).
- Центральна наукова бібліотека Харківського державного університету : (до 135-річчя її існування) : іст. нарис / Н. Я. Фрідьєва // Короткі нариси з історії Харківського державного університету. 1805—1940 / Харків. держ. ун-т ім. О. М. Горького. — Харків, 1940. — Т. 135. — С. 107—132.
- К вопросу о советском библиотековедении как науке / Н. Я. Фридьева // Тезисы докладов на теоретической конференции Харьковского государственного библиотечного института / Ком. по делам культ.-просвет. учреждений, Харьк. гос. библ. ин-т. — Харьков, 1948. — С. 6–8.
- Керівництво читанням в умовах відкритого доступу читачів до книжкових фондів бібліотек / Н. Я. Фрідьєва // Відкритий доступ до книжкових фондів бібліотек : зб. навч.-метод. ст. на допомогу студентам у вивченні курсу бібліотекознавства / М-во культури УРСР, Харків. держ. бібл. ін-т. — Харків, 1960. — С. 3–27.
- Жизнь для просвещения народа : (о деятельности Х. Д. Алчевской) / Н. Я. Фридьева. — М. : Изд-во Всесоюз. кн. палаты, 1963. — 100 с. — (Деятели книги).
- Вивчення читачів і керівництво читанням у масових бібліотеках України : (у пошуках шляхів до розуму і серця кожного читача) / Н. Я. Фрідьєва // Бібліотекознавство та бібліогр. : респ. міжвід. наук.-метод. зб. / М-во культури УРСР. — Харків, 1966. — [Вип.] 3. — С. 5–18.
- Дмитро Андрійович Балика (1894—1971 рр.) / [Н. Я. Фрідьєва] // Бібліотекознавство та бібліогр. : міжвід. респ. зб. / М-во культури УРСР. — Харків, 1971. — [Вип.] 10. — С. 101—106.
- История библиотечного дела на Украине (1917—1932 гг.) : учеб. пособие / З. В. Гимальдинова, Н. Я. Фридьева, Ф. А. Ещенко, Т. П. Самойленко, И. В. Демкин, Т. А. Скрипник ; под ред. Т. А. Скрипник ; М-во культуры УССР, Харьк. гос. ин-т культуры. — Харьков, 1975. — 208 с.